# La Belleza (ort)
La Belleza är en ort i Colombia.   Den ligger i departementet Santander, i den centrala delen av landet, 140 km norr om huvudstaden Bogotá. La Belleza ligger 2 240 meter över havet och antalet invånare är 1 649.
Terrängen runt La Belleza är bergig västerut, men österut är den kuperad. Runt La Belleza är det ganska glesbefolkat, med 25 invånare per kvadratkilometer. La Belleza är det största samhället i trakten. I omgivningarna runt La Belleza växer i huvudsak städsegrön lövskog.